# Стівен Недорощик
Стівен Недорощик (англ. Stephen Nedoroscik, 28 жовтня 1998, Вустер (Массачусетс)) — американський гімнаст, спеціаліст вправи на коні. Чемпіон світу, бронзовий призер в командній першості Олімпійських ігор в Парижі, Франція.

## Результати на турнірах
| Рік  | Змагання         | КБ | ІБ | Вільні вправи | Кінь | Кільця | Опорний стрибок | Паралельні бруси | Перекладина |
| ---- | ---------------- | -- | -- | ------------- | ---- | ------ | --------------- | ---------------- | ----------- |
| 2021 | Чемпіонат світу  |    |    |               | 1    |        |                 |                  |             |
| 2022 | Чемпіонат світу  | 5  |    |               | 5    |        |                 |                  |             |
| 2024 | Олімпійські ігри | 3  |    |               | 3    |        |                 |                  |             |